# Cranichis picta
Cranichis picta är en orkidéart som beskrevs av Heinrich Gustav Reichenbach. Cranichis picta ingår i släktet Cranichis, och familjen orkidéer. Inga underarter finns listade i Catalogue of Life.